# Série 72 SNCB
La série 72 est une série de locomotives diesel de manœuvre de la SNCB de disposition D mises en service en 1956. Elles passèrent toutes leur carrière au dépôt d'Anvers-Dam, principalement pour la desserte du Port d'Anvers.

## Histoire

### Construction
Afin de remplacer les locomotives à vapeur pour les manœuvres des lourdes charges, 12 machines diesel deux modèles différents de locomotives à quatre essieux moteurs furent commandés en 6 exemplaires chacune à Baume & Marpent en 1956.
- Le Type 270 avec transmission diesel-électrique et bogies qui deviendra la série 70 et servira jusqu'en 2001
- Le Type 271 avec transmission hydraulique et essieux rigides qui deviendra la série 71 qui disparaîtra dès 1979.

Finalement, aucune de ces séries ne donna lieu à la commande d’exemplaires supplémentaires mais la transmission hydraulique sera préférée pour les locomotives de manœuvres et une nouvelle série, le Type 272, sera commandée. Leur constructeur fut La Brugeoise et Nivelles.
Ces locomotives étaient plus réussies que la série 71 malgré leur moteur construit par SEM (les moteurs SEM furent une des causes des problèmes répétés de la série 71) et leur empattement plus rigide que les locomotives série 70 à bogies. Leur moteur de presque 750 ch faisait d’elles les locomotives les plus puissantes du pays jusque dans les années 1980. 
En 1971, lors de la renumérotation à 4 chiffres du matériel moteur, les engins du type 272 passèrent dans la série 72.

### Services effectués
Les 272 ont passé toute leur carrière au dépôt d’Anvers-Dam. Elles étaient surtout utilisées dans toute la région d’Anvers pour les manœuvres de trains de marchandises lourds, la desserte du Port d’Anvers et aussi quelques dessertes marchandises locales jusque Boom et Kallo. À partir de 1961, les type 270, mutées à Anvers-Dam, reprendront la majorité des dessertes locales.  
Leur domaine de prédilection était la traction de trains de minerai ou de charbon entre la gare de triage d’Anvers-Nord et le faisceau Stocatra où leur contenu était chargé sur des vraquiers.

## Livrées
Elles sont sorties d’usine en livrée vert foncé et jaune comme les autres locomotives de la SNCB mises en service à cette époque.
Néanmoins, pour les démarquer des autres locomotives et les rendre plus facilement visibles sur les gares de triage, elles portaient au milieu des faces avant et arrière un large motif vertical en forme de cerf-volant divisé en trois dans le sens de la largeur.
Dans les années 1970, elles reçurent, comme toutes les locomotives de manœuvres, une large bande jaune en forme de Z sur les flancs. Toutefois, les motifs frontaux furent conservés et intégrés à cette nouvelle livrée qui reçut, sur les faces avant et arrière, des bandes diagonales à la manière de la livrée vert "1970". 
Elles conservèrent ce schéma très complexe jusqu'à leur mise hors-service. 
Aucune autre locomotive ne porta une telle livrée.

## Fin de carrière et Préservation
La transformation en 1982 et 1984 des six locomotives Série 65 et des trois locomotives Série 66 en machines de manœuvres série 65 et 75 permit de remplacer les série 72 qui, ne trouvant pas d’autres domaines d’application, furent mises hors-service en 1985.  
Toutes furent alors mises à la ferraille sauf la 7209 qui fut conservée au dépôt d’Anvers-Nord, sans son moteur, pour un projet de musée de chemin de fer.
Elle est aujourd’hui en mauvais état et n’a pas été sélectionnée pour être exposée au musée Train World. Il est prévu de la restaurer et de l’exposer sur un piédestal au dépôt d’Anvers-Nord.

## Sources